# Andrej Šustr
Andrej Šustr (ur. 29 listopada 1990 w Pilźnie) – czeski hokeista występujący na pozycji obrońcy w Anaheim Ducks z National Hockey League (NHL). 

## Kariera
Niedraftowany zawodnik, 21 marca 2013 podpisał swój pierwszy kontrakt w NHL (entry-level contract) z drużyną Tampa Bay Lightning. W NHL zadebiutował 8 dni po podpisaniu kontraktu, 29 marca 2013 roku, po trzech sezonach spędzonych w zespole University of Nebraska Omaha rywalizującym w uczelnianych rozgrywkach organizowanych przez National Collegiate Athletic Association (NCAA). 30 czerwca 2015 drużyna z Tampy uzgodniła z Šustrem warunki nowego, dwuletniego kontraktu. W czerwcu 2017 zawodnik przedłużył kontrakt z klubem z Tampy o kolejny rok, w ciągu którego zarobił 1,95 mln dolarów. Po sześciu sezonach spędzonych w Lightning, Šustr opuścił drużynę z Tampy jako wolny agent i w lipcu 2018 podpisał roczny kontrakt z Anaheim Ducks. Od lipca 2022 zawodnik Minnesota Wild.
W reprezentacji Czech zadebiutował podczas Pucharu Świata 2016.

## Statystyki

### Sezon zasadniczy i play-off
| 2008–09     | Kenai River Brown Bears      | NAHL        | 36  | 1  | 7  | 8  | 58  | —  | — | — | — | —  |
| 2009–10     | Youngstown Phantoms          | USHL        | 50  | 1  | 18 | 19 | 95  | —  | — | — | — | —  |
| 2010–11     | University of Nebraska Omaha | WCHA        | 39  | 2  | 7  | 9  | 38  | —  | — | — | — | —  |
| 2011–12     | University of Nebraska Omaha | WCHA        | 33  | 4  | 13 | 17 | 26  | —  | — | — | — | —  |
| 2012–13     | University of Nebraska Omaha | WCHA        | 39  | 9  | 16 | 25 | 53  | —  | — | — | — | —  |
| 2012–13     | Tampa Bay Lightning          | NHL         | 2   | 0  | 0  | 0  | 0   | —  | — | — | — | —  |
| 2012–13     | Syracuse Crunch              | AHL         | 8   | 2  | 1  | 3  | 8   | 18 | 2 | 5 | 7 | 25 |
| 2013–14     | Syracuse Crunch              | AHL         | 12  | 1  | 3  | 4  | 2   | —  | — | — | — | —  |
| 2013–14     | Tampa Bay Lightning          | NHL         | 43  | 1  | 7  | 8  | 16  | 3  | 0 | 0 | 0 | 2  |
| 2014–15     | Tampa Bay Lightning          | NHL         | 72  | 0  | 13 | 13 | 34  | 26 | 1 | 1 | 2 | 18 |
| 2015–16     | Tampa Bay Lightning          | NHL         | 77  | 4  | 17 | 21 | 30  | 17 | 1 | 2 | 3 | 16 |
| 2016–17     | Tampa Bay Lightning          | NHL         | 80  | 3  | 11 | 14 | 43  | —  | — | — | — | —  |
| 2017–18     | Tampa Bay Lightning          | NHL         | 44  | 2  | 5  | 7  | 18  | —  | — | — | — | —  |
| 2018–19     | Anaheim Ducks                | NHL         | —   | —  | —  | —  | —   | —  | — | — | — | —  |
| NHL łącznie | NHL łącznie                  | NHL łącznie | 318 | 10 | 53 | 63 | 141 | 46 | 2 | 3 | 5 | 36 |

### Międzynarodowe
| Rok                | Drużyna            | Turniej            | Wynik              | M | G | A | Pkt | Min |
| ------------------ | ------------------ | ------------------ | ------------------ | - | - | - | --- | --- |
| 2010               | Czechy             | MŚJ                | 7                  | 5 | 0 | 0 | 0   | 6   |
| 2016               | Czechy             | PŚ                 | 6                  | 3 | 1 | 0 | 1   | 2   |
| Juniorskie łącznie | Juniorskie łącznie | Juniorskie łącznie | Juniorskie łącznie | 5 | 0 | 0 | 0   | 6   |
| Seniorskie łącznie | Seniorskie łącznie | Seniorskie łącznie | Seniorskie łącznie | 3 | 1 | 0 | 1   | 2   |